# بيير كلينهايدر
بيير كلينهايدر (بالألمانية: Pierre Kleinheider)‏ (7 نوفمبر 1989 بأوفنباخ أم ماين في ألمانيا - ) هو لاعب كرة قدم ألماني في مركز حراسة المرمى. لعب مع ألمانيا آخن وإف إس في فرانكفورت و1. FSV Mainz 05 II ‏ ونادي هالشر.

## روابط خارجية
- بيير كلينهايدر على موقع قاعدة بيانات كرة القدم.إي يو (الإنجليزية)
- بيير كلينهايدر على موقع بيانات كرة القدم. دي إي (الألمانية)
- بيير كلينهايدر على موقع Soccerway.com (الإنجليزية)
- بيير كلينهايدر على موقع عالم كرة القدم.نت (الإنجليزية)